# Святопетрівка
Святопетрі́вка — село в Україні, у Гуляйпільській міській громаді Пологівського району Запорізької області. Населення становить 78 осіб. До 2016 орган місцевого самоврядування - Святопетрівська сільська рада.

## Географія
Село Святопетрівка знаходиться за 2,5 км від лівого берега річки Гайчур, на відстані 1,5 км від села Криничне та за 2,5 км від села Зелене. По селу протікає пересихаючий струмок з загатою. Поруч проходить залізниця, станція Гуляйполе за 4 км.

## Історія
Поблизу Святопетрівки, Зеленого, Староукраїнки виявлені поселення та поховання доби пізньої бронзи. В селі Зеленому розкопане поховання кочівника із зброєю. Тут також є половецькі кам'яні баби (XII—XIII ст. ст. н. ери).
Село засноване в 1923 році.

## Населення
Згідно з переписом УРСР 1989 року чисельність наявного населення села становила 106 осіб, з яких 48 чоловіків та 58 жінок.
За переписом населення України 2001 року в селі мешкало 78 осіб. 100 % населення вказало своєю рідною мовою українську мову.